# Server-side JavaScript
Server-side JavaScript ou (SSJS) refere-se à linguagem de programação JavaScript que é executado no lado do servidor server-side. Analogamente, é uma versão da linguagem JavaScript que é interpretada pelo servidor Web, da mesma forma como ocorre com o PHP, ASPX e muitas outras linguagens de  programação do lado do servidor.
Esta ideia fora introduzida devido a uma ampla adoção do JavaScript no lado do cliente client-side (CSJS), e assim, proporciona ao programador uma única linguagem que serve tanto para programar o lado do cliente como também, o lado do servidor.
A primeira implementação de SSJS foi realizada pela Netscape's incluindo em seu servidor web o Enterprise Server 2.0 lançado em 1996. CommonJS é um projeto que tem por objetivo fornecer um padrão de desenvolvimento Web, tanto no lado do cliente (navegador), como também no lado do servidor.

## Especificação
- «Reference for Server-Side JavaScript 1.2»
- «Guide for Server-Side JavaScript 1.2»
- «CommonJS Specifications to unify SSJS APIs»

## References
1. ↑  «Netscape LiveWire Developer's Guide». Consultado em 27 de junho de 2011. Arquivado do original em 16 de julho de 2011